# Pruszcz Gdański (gmina)
Pour les articles homonymes, voir Gdanski.
Pruszcz Gdański est une gmina rurale du powiat de Gdańsk, Poméranie, dans le nord de la Pologne. Son siège est la Juszkowo
La gmina couvre une superficie de 142,56 km2 pour une population de 27 575 habitants en 2016.

## Géographie
La gmina inclut les villages d'Arciszewo, Będzieszyn, Bogatka, Borkowo Łostowickie, Borzęcin, Bystra, Bystra-Osiedle, Cieplewo, Dziewięć Włók, Głębokie, Goszyn, Jagatowo, Juszkowo, Krępiec, Lędowo, Łęgowo, Malentyn, Mokry Dwór, Ostatni Grosz, Przejazdowo, Radunica, Rekcin, Rokitnica, Roszkowo, Rotmanka, Rusocin, Straszyn, Świńcz, Weselno, Wiślina, Wiślinka, Wojanowo, Żukczyn, Żuława et Żuławka.
La gmina borde les villes de Gdańsk et Pruszcz Gdański, et les gminy de Cedry Wielkie, Kolbudy, Pszczółki, Suchy Dąb et Trąbki Wielkie.